# Bulgarus

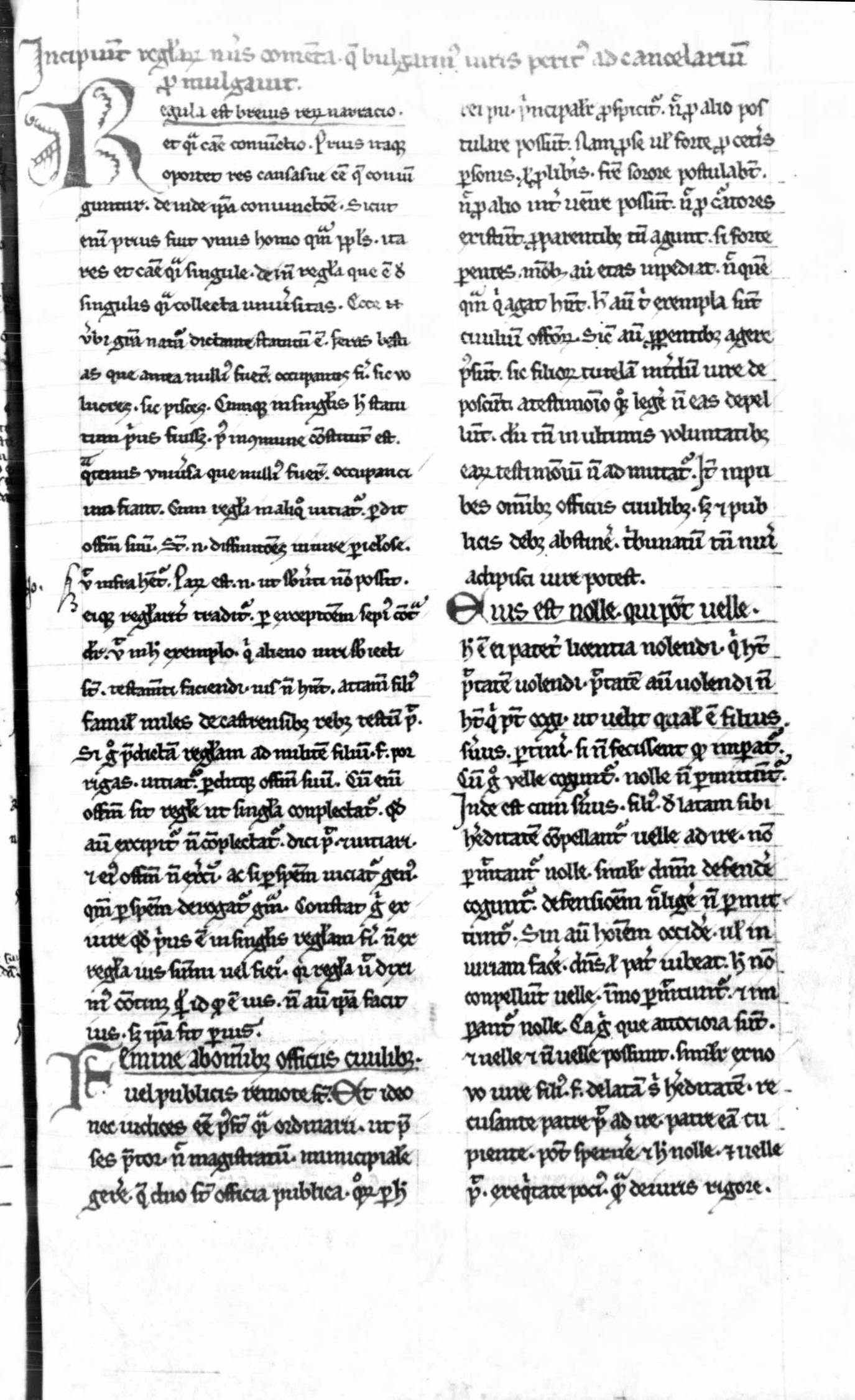
Incipit von „De regulis iuris“ in der Handschrift Barth. 127, fol. 76r der Universitätsbibliothek Johann Christian Senckenberg

Bulgarus (* um 1100, wohl in Bologna; † 1. Januar 1166 in Bologna) war ein Glossator des Corpus iuris civilis.

## Leben und Wirken
Bulgarus gehörte neben Martinus Gosia, Jacobus de Boragine und Hugo de Porta Ravennate zu den „Vier Doktoren“ (Quattuor doctores), der Kerngruppe des Studiums und damit der späteren Universität Bologna. Er war ein nachdrücklicher Vertreter der Rezeption des römischen Rechts und gilt als berühmtester und bekanntester Schüler von Irnerius, der ihm nach dem fiktiven Bericht des Otto Morena auf dem Sterbebett den Beinamen Os aureum (Goldmund) zugelegt haben soll, eine Anspielung an Chrysostomos. Diese Bezeichnung wurde oft übernommen. In der Rechtsschule setzte sich die strengrechtliche Betrachtungsweise des Bulgarus gegenüber der auf Praktikabilität und Billigkeit setzenden Methode des Martinus Gosia weitgehend durch, den Friedrich I. zunächst stärker zu schätzen schien als Bulgarus. Auf dem Reichstag zu Roncaglia im Jahre 1158 führte Bulgarus allerdings die Kommission der Bologneser Doktoren an, denen Barbarossa die Erfassung und Redaktion der Constitutio de regalibus anvertraut hatte. Eingehende Gespräche mit den Bologneser Juristen fanden bereits 1155 in der Nähe von Bologna statt, als deren Ergebnis das Scholarenprivileg Authentica Habita angenommen wird, an dessen Formulierung die Juristen wohl beteiligt gewesen sein dürften, da der Text außerhalb der Kanzlei entstanden ist.
Zwischen 1151 und 1159 ist Bulgarus mehrfach als Richter bezeugt, darunter 1151 als delegierter Richter des Papstes Eugen III. in einem Streit zwischen Geistlichen und Laien. 1162 vertrat Bulgarus in einem Lehensprozess um die Provence, der in Gegenwart des Kaisers auf dem Reichstag in Turin stattfand, die Interessen der Grafen von Barcelona gegen die Herren von Baux.
Für den Kardinaldiakon Haimerich, Kanzler der römischen Kirche von 1123 bis 1141, schrieb er den Tractatus de iudiciis, eine Einführung in das Prozessrecht und einzelne Regeln des Zivilrechts. Die Casus Codicis des Wilelmus de Cabriano werden als Aufzeichnungen aus den Vorlesungen des Bulgarus über den Codex Iustinianus angesehen.
Über den familiären Hintergrund des Bulgarus ist nichts bekannt. Er selbst war zweimal verheiratet und hatte aus der ersten Ehe zwei Söhne. Seine Tätigkeit als Rechtslehrer, Gutachter und Richter garantierte ihm Einkünfte, mit denen er auch ein Haus erwerben konnte, in dem auch Verfahren durchgeführt wurden. Um 1200 war das Gebäude im Besitz der Kommune, die es für den Podestà benutzte. Als Bezeichnung de Ortes findet sich in curia Bulgari und es gab dort auch eine Kirche. Als 1563 der Palazzo dell’Archiginnasio vollendet wurde, der in der Nähe liegt, ließ Pier Donato Cesi auf die im Palast eingerichtete Kapelle die Bezeichnung Santa Maria dei Bulgari übertragen.